# Grupo Contadores de Estórias
Uma das principais referências do teatro de bonecos brasileiro, o Grupo Contadores de Estórias é reconhecido no mundo inteiro, tendo se apresentado em inúmeros festivais e eventos, recebido diversos prêmios e merecido críticas e comentários em alguns dos mais importantes veículos da mídia nacional 
e internacional. Fundado em 1971 pelo casal Marcos Caetano Ribas e Rachel Ribas, o Grupo tem, desde 1986, sua sede no Teatro Espaço, na cidade de Paraty.
O trabalho do Grupo Contadores de Estórias se apóia numa série de características próprias, que são o seu diferencial e a sua linguagem particular. Seus bonecos quase humanos, a manipulação direta - hoje já tantas vezes mimetizada pelas companhias mais jovens - e os seus espetáculos formados por pequenas vinhetas compostas de cenas do cotidiano, transmitem emoções que são a sua marca registrada. Poesia cênica é a expressão mais utilizada pela crítica especializada. 

## Projeto Escolas no Teatro Espaço
É um projeto de inclusão social e de formação de plateia realizado pelo Grupo, que visa dar acesso a jovens estudantes de baixa renda da rede pública de ensino do município de Paraty, aos espetáculos da companhia. Ao levar estes jovens ao Teatro, ao invés de levar os espetáculos até a escola, o projeto propicia que eles possam vivenciar todo o ritual de uma “ida ao teatro”, aprendendo a se comportar neste tipo de local público, uma experiência importante numa cidade que nem mesmo tem uma sala de cinema.
Dos 9 409 alunos da rede pública de ensino de Paraty, 4 500 participaram do projeto Escolas no Teatro Espaço em 2006, 2007, 2008 e 2009. 

## Espetáculos em ordem cronológica
- O Bode e a Onça - 1971
- O Pinto Sura – 1972
- O Mercado do Oriente - 1972
- De Man Wie Wijzhed Wilt Hebben - 1974
- De Opkomst – 1974
- O Homem que Queria Sabedoria – 1975
- Dança – 1975
- A Fabulosa Estória de Melão City – 1976
- O Rato Saltador – 1976
- Trinta e Três ou O Jogo do Acaso – 1976
- A Estória das Cebolas
- A Emersão – 1978
- Macunaíma e o Sexo de Mulher – 1979
- A Volta do Diabo, ou a Retomada de Paraty por seu Antigo Proprietário – 1980
- Mansamente – 1980
- Pas de Deux – 1982
- O Menino, O Velho e O Burro – 1982
- Maturando – 1987
- Impressões – 1990
- Rodin, Rodin – 1993
- Em Concerto – 1994
- Museu Rodin Vivo – 1995
- Chapeuzinho Vermelho – 1996
- O Jogo das Princesas – 1998
- Descaminhos – 2001
- Memórias de Um Tigre de Circo - 2008
- Flutuações - 2011